# Pim Pam Pum
Pim Pam Pum foi um suplemento semanal do jornal O Século, organizado por Eduardo Malta e Augusto de Santa Rita, o qual  foi despertando o seu interesse através de variada publicidade que iria preparando e aliciando os leitores para conhecerem este novo suplemento. Percursor no género infantil, cujo intuito era o de educar de forma lúdica, repleto de contos, histórias edificantes, poesias, charadas, bandas desenhadas, jogos e concursos, com amplo recurso à ilustração. A primeira edição data de 1 de dezembro de 1925 , prolongando-se por 2554 números editados durante cinquenta e dois anos.